# 二條城前站

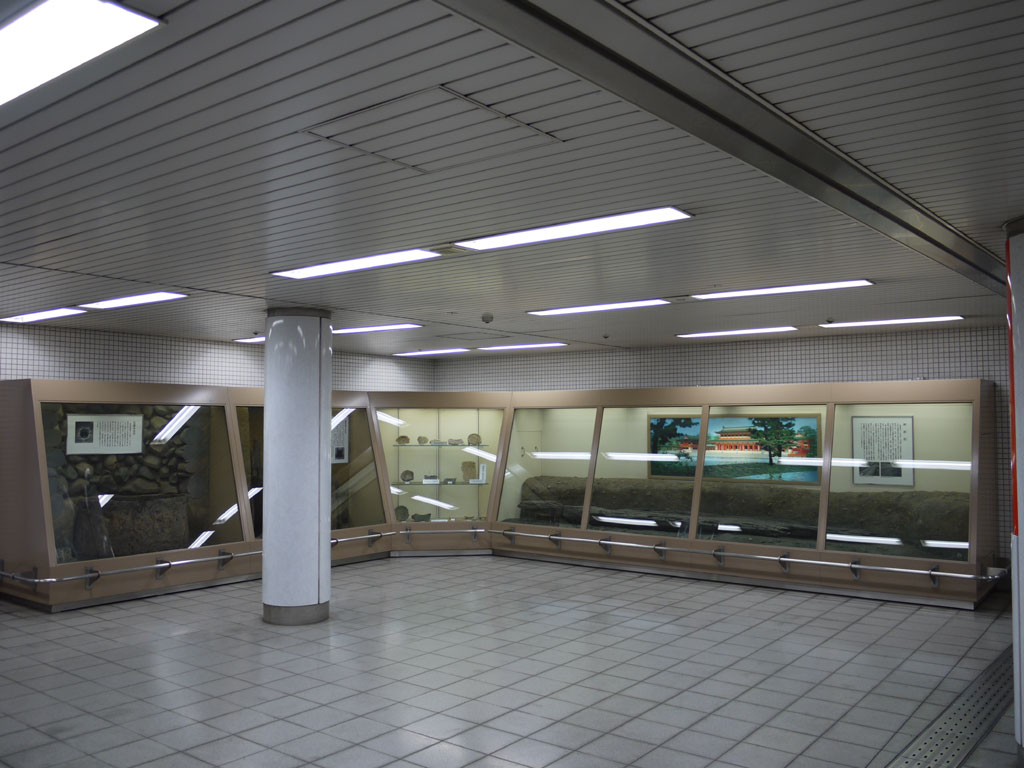
站內展示（2009年6月21日）

二條城前站（日语：／ Nijō-jōmae eki */?）是一個位於日本京都府京都市中京區二條城町，屬於京都市營地下鐵東西線的鐵路車站。車站編號是T14。

## 歷史
- 1997年（平成9年）10月12日 - 京都市營地下鐵東西線的醍醐站－二條站間開通的同時開業[1]。

## 車站構造
二條城的東南角側，押小路通的堀川西入的地下。島式月台1面2線的地底車站。出入口有3個。
東西線的各站設定了車站顏色，此站的顏色是柿色。

### 月台配置
| 月台 | 路線   | 方向 | 目的地                             |
| ---- | ------ | ---- | ---------------------------------- |
| 1    | 東西線 | 下行 | 二條、太秦天神川方向               |
| 2    | 東西線 | 上行 | 烏丸御池、六地藏／琵琶湖濱大津方向 |

## 利用狀況
2016年（平成28年）度的1日平均上下車人次為8,640人。
近年的1日平均上下、上車人次的推移如下表。
| 年度               | 1日平均 上下車人次 | 1日平均 上車人次 |
| ------------------ | ------------------ | ---------------- |
| 1998年（平成10年） |                    | 3,007            |
| 1999年（平成11年） | 6,130              | 3,081            |
| 2000年（平成12年） | 6,252              | 3,156            |
| 2001年（平成13年） | 6,471              | 3,270            |
| 2002年（平成14年） | 6,614              | 3,328            |
| 2003年（平成15年） | 6,902              | 3,475            |
| 2004年（平成16年） | 6,496              | 3,288            |
| 2005年（平成17年） | 6,582              | 3,290            |
| 2006年（平成18年） | 6,633              | 3,314            |
| 2007年（平成19年） | 6,525              | 3,357            |
| 2008年（平成20年） | 7,068              | 3,615            |
| 2009年（平成21年） | 7,029              | 3,540            |
| 2010年（平成22年） | 7,232              | 3,645            |
| 2011年（平成23年） | 7,302              | 3,680            |
| 2012年（平成24年） | 7,480              | 3,769            |
| 2013年（平成25年） | 7,878              | 3,970            |
| 2014年（平成26年） | 8,474              | 4,276            |
| 2015年（平成27年） | 8,508              | 4,289            |
| 2016年（平成28年） | 8,640              | 4,354            |

## 相鄰車站
京都市交通局（京都市營地下鐵）
 東西線
烏丸御池（T13）－二條城前（T14）－二條（T15）

## 外部連結
- 二條城前站 （页面存档备份，存于） - 京都市交通局